# The Devil Put Dinosaurs Here
The Devil Put Dinosaurs Here ist das fünfte Studioalbum der US-amerikanischen Rockband Alice in Chains. Es erschien am erstmals am 24. Mai 2013 bei Capitol Records.

## Entstehung
Die Band griff bei dem Album nicht auf übriggebliebene Songs des vorhergehenden Albums Black Gives Way to Blue, die es gab, zurück, sondern schrieb neues Songmaterial. Dieses Mal nahm die Band jedoch alle Stücke auf, die sie hatte, so dass keine Titel übrig blieben. Das Album entstand von 2011 bis 2013, produziert wurde es erneut von Nick Raskulinecz, der auch schon beim Vorgängeralbum für die Band tätig war. Abgemischt wurde die Platte von Randy Staub. Die Aufnahmen fanden in den Henson Recording Studios in Los Angeles statt. Jerry Cantrell, der sich vor den Aufnahmen von einer Schulteroperation erholen musste, äußerte sich sehr zufrieden über das Album.

## Titelliste
| #   | Titel                        | Länge |
| --- | ---------------------------- | ----- |
| 1.  | Hollow                       | 5:43  |
| 2.  | Pretty Done                  | 4:35  |
| 3.  | Stone                        | 4:23  |
| 4.  | Voices                       | 5:42  |
| 5.  | The Devil Put Dinosaurs Here | 6:38  |
| 6.  | Lab Monkey                   | 5:59  |
| 7.  | Low Ceiling                  | 5:15  |
| 8.  | Breath on a Window           | 5:18  |
| 9.  | Scalpel                      | 5:21  |
| 10. | Phantom Limb                 | 7:07  |
| 11. | Hung on a Hook               | 5:34  |
| 12. | Choke                        | 5:44  |

Alle Titel wurden von Jerry Cantrell geschrieben, wenn nicht anders angegeben.

## Charts und Chartplatzierungen
| ChartsChartplatzierungen       | Höchstplatzierung | Wochen |
| ------------------------------ | ----------------- | ------ |
| Deutschland (GfK)              | 23 (2 Wo.)        | 2      |
| Österreich (Ö3)                | 13 (2 Wo.)        | 2      |
| Schweiz (IFPI)                 | 11 (3 Wo.)        | 3      |
| Vereinigtes Königreich (OCC)   | 22 (2 Wo.)        | 2      |
| Vereinigte Staaten (Billboard) | 2 (15 Wo.)        | 15     |